# Modest
Modest – imię męskie pochodzenia łacińskiego. Wywodzi się od słowa modestus, -a, -um oznaczającego „umiarkowany, skromny”.
W średniowieczu w Polsce nie było używane, nadal imię rzadkie, o malejącej w XXI wieku popularności. W marcu 2001 roku zanotowano 455 mężczyzn o tym imieniu, natomiast w styczniu 2025 r. w rejestrze PESEL, wśród publicznie dostępnych danych dotyczących osób żyjących, wykazano 217 Modestów.
Modest imieniny obchodzi: 12 lutego, 24 lutego, 25 lutego, 15 kwietnia, 17 grudnia.

## Mężczyźni o imieniu Modest
- Święty Modest – biskup Trewiru
- Modest Andlauer – francuski jezuita, święty Kościoła katolickiego
- Modesto Denis – piłkarz paragwajski, bramkarz
- Modest Musorgski – rosyjski kompozytor
- Modest Boguszewski – polski piłkarz, obrońca
- Modest Ruciński – polski aktor
- Wojciech Modest Amaro – polski kucharz.